# Манастир Светог архангела Гаврила у Лопардинцу
Манастир Лопардинце је је смештен у близини села Лопардинце, код Бујановца. Манастир je Српске православне цркве и припада епархији врањској.

## Историја
На око 2 км северозападно од села Лопардинце, општина Бујановац, на падини брда Козарника планине Карпине, испод живописне стене зване Големи камен, смештен је манастир Лопардинце. На пола сата пешачења изнад истоименог села, пошто се прође поред записа Тарбана од кога и данас полази литија - црквена поворка на Ђурђевдан и Девојкиног камена, топонима који је везан за самоубиство српске девојке која није дозволила да је обешчасти турски угледник. Испод Големог каменог брда Козарник смештена је манастирска целина коју чине црква, стари конак западно и нови конак источно од ње, преко потока. Као најзанимљивији део ове целине, црква је ушла у веће прегледе архитектуре и зидног сликарства поствизантијског доба. Манастирска црква Светих Арханђела Гаврила и Михаила саграђена је на старом култном месту у XVI веку када је и осликана, обновљена је у другој половини XVII века и поново осликана. Досликавана је и пресликавана током XIX и 20. века. Западно од цркве очуван је стари конак из XIX века, док је источно од цркве саграђена зграда новог конака.
Манастирска црква Светих арханђела Гаврила и Михаила саграђена је пре 1570. године, када је историјски извори први пут помињу. Подигнута је на месту старе култне грађевине уз употребу сполија.
Сликарство цркве манастира Лопардинце неизучено и непознато, значајан је представник поствизантијске уметности српског народа. Конзерваторско - рестаураторски радови на манастирском комплексу изводе се са повременим прекидима од 1988. године. У првој деценији XXI века осим изградње конака приступило се уређењу манастирске порте:у камену је обрађено корито потока, направљен мали мост и направљена нова чесма. Зидана је од камена, покривена каменим плочама, а и под је од камена. Црква је реновирана 1996. године. Тада се наишло на већи камени зид те се претпоставља да је на овом месту раније постојао храм. Пронађена су врата и на северној страни цркве која су сада отворена. На јужној страни зида цркве, на фресци насликан је Свети архангел Михаило. Осамдесетих година XX века, сеоски сликар - аматер је разумео да је црква посвећена Светом архангелу Михаилу уместо Светом архангелу Гаврилу.
У храм се улази с јужне стране док је северни улазни отвор накнадно пробијен чиме је оштећена најстарија фреско декорација припрате. Због великог нагиба земљишта на коме је постављена, улаз у цркву је с јужне стране а не с западне како је уобичајено. Наос и олтарски део живописани су крајем XVI века, а припрата у другој половини XVII века.